# Sextus Empiricus
Sextus Empiricus was een filosoof en arts uit de 2e of 3e eeuw n.Chr. (van ca. 150 tot ca. 220). Hij zou mogelijk geleefd hebben in Alexandrië, Rome of Athene. Zijn in het Grieks geschreven filosofische werken zijn de meest complete overgedragen weergaven van het oude Griekse en Romeinse scepticisme.
Zijn medische werken worden traditioneel ondergebracht onder de "empirische school" (in de traditie van Asclepiades), zoals ook zijn naam laat uitschijnen. Op zijn minst twee plaatsen in zijn geschriften echter, plaatst Sextus zichzelf dichter bij de "Methodische school". Dit laatste sluit dan weer meer aan bij zijn filosofische opvattingen.

## De werken van Sextus Empiricus

### Principes van het pyrronisme
- Grondslagen van het Pyrronisme (Πυῤῥώνειοι ὑποτύπωσεις)

### Tegen de Mathematici
- Tegen de Mathematici (Adversus Mathematicos).

De eerste zes boeken van Tegen de Mathematici zijn ook bekend onder de naam Tegen de geleerden, maar elk van de boeken heeft ook een traditionele titel. Men vermoedt dat dit Sextus' laatste en meest rijpe werk was.
Boek I: Tegen de Grammatici
Boek II: Tegen de Redenaars
Boek III: Tegen de Meetkundigen
Boek IV: Tegen de Rekenkundigen
Boek V: Tegen de Astrologen
Boek VI: Tegen de Musici
Boek VII tot en met XI van Tegen de Mathematici vormen een onvolledig geheel. Deze laatste boeken worden weleens van de eerste reeks onderscheiden en onder de titel Tegen de Dogmatici geplaatst.
Geleerden geloven dat op zijn minst één, maar mogelijk tot vijf boeken ontbreken aan het begin van Tegen de Dogmatici. De bestaande boeken dragen als traditionele titels:
Boek VII-VIII: Tegen de Logici
Boek IX-X: Tegen de Natuurkundigen
Boek XI: Tegen de Ethici
Geen van deze ondertitels komen echter voor in de oorspronkelijke manuscripten. Ze zijn allen latere toevoegingen.
Dr. Rein Ferwerda vertaalde en becommentarieerde de belangrijkste teksten uit Grondslagen van het scepticisme in de uitgave: Scepticisme: Hoofdlijnen van het pyrronisme; Tegen de astrologen (Amsterdam: Ambo, 1996; herziene uitgave 2002).

## Filosofie
Sextus Empiricus meent dat we onze oordelen over nagenoeg alle overtuigingen moeten opschorten. Meer concreet bedoelt hij dat we overtuigingen noch mogen bevestigen als waar, noch mogen ontkennen als vals. Deze opvatting is bekend als Pyrronisch scepticisme. Deze vorm van scepticisme is onderscheiden van Academisch scepticisme, dat elke vorm van kennis ontkent. Sextus daarentegen ontkent de mogelijkheid van kennis niet. De opvatting van de Academische sceptici, die claimen dat niets kenbaar is, wordt door Sextus bekritiseerd als het vasthouden aan het geloof dat er nog steeds een beperkte claim tot ware kennis is. Hiertegenover stelt Sextus het volledig opgeven van het geloof, waarmee hij doelt op het opschorten van elk oordeel over wat al dan niet kenbaar is. Enkel door het opschorten van oordelen kunnen we een status van ataraxia bereiken. Sextus dacht niet dat een algemene opschorting van alle oordelen onpraktisch zou zijn, aangezien we in de praktijk zonder problemen kunnen leven zonder overtuigingen, handelend op basis van gewoonten.
Sextus stond toe dat we claims met betrekking tot onze ervaringen konden bevestigen, bijvoorbeeld weergaven over onze gevoelens of waarnemingsbeelden. Meer bepaald kan men volgens hem bij een bepaalde claim X dat ik iets voel of waarneem, met zekerheid kunnen zeggen dat "het voor mij nu lijkt te zijn dat X het geval is". Hij wees er evenwel ook op dat dit niet impliceert dat er objectieve kennis kan bestaan van de externe realiteit. Immers, hoewel ik kan weten dat de honing die ik eet voor mij zoet smaakt, kan dit niet meer zijn dan een subjectief oordeel. Bijgevolg wordt er in dit geval niets duidelijk over de honing zelf. De kennis blijft subjectief en objectieve kennis blijft noodzakelijk buiten mijn persoonlijk bereik.

## De erfenis van Sextus Empiricus
Een invloedrijke uitgave van Sextus' "Principes van het Pyrronisme" met een Latijnse verklaring werd gepubliceerd in Genève in 1562 door Henricus Stephanus. Het boek werd veel gelezen in Europa in de 16e, 17e en 18e eeuw en had een diepe invloed op onder andere Michel de Montaigne en David Hume.
Een andere bron voor de circulatie van Sextus' gedachtegoed was het woordenboek van de Franse filosoof en theoloog Pierre Bayle (1647-1706). De erfenis van het pyrronisme wordt beschreven in "The History of Skepticism from Erasmus to Descartes" en "High Road to Pyrrhonism" van Richard Popkin. Sommige van de sceptische argumenten gelijken op de argumenten die aangevoerd werden door de boeddhistische filosoof Nagarjuna in de 1e eeuw n.Chr.